# Rucmanci
Rucmanci – wieś w Słowenii, w gminie Sveti Tomaž. 1 stycznia 2018 liczyła 204 mieszkańców.